# Kim Van de Steene
Kim Van de Steene (8 juli 1986) is een Belgische veldrijdster. Vanaf 2021 rijdt ze voor het team Never Give Up, dat een eerbetoon is aan haar overleden hartsvriendin Jolien Verschueren. Tot begin 2020 reed ze voor Tarteletto-Isorex. Ze brak definitief door in het najaar van 2018, met winst in o.a. Boom en de Koppenbergcross. Maar in december 2018 kreeg ze een mentale terugval en kwam ze de rest van het seizoen niet meer in actie.
Van de Steene begon pas laat met veldrijden, op haar 25e, twee maanden na haar huwelijk in april 2011. Ze is moeder van drie kinderen: in juni 2014 beviel ze van een zoon en in november 2015 van een dochter. In 2021 werd ze voor de derde keer moeder. Naast het veldrijden is ze werkzaam in het ziekenhuis van Gent en heeft ze een eigen zorgboerderij.

## Palmares

### Veldrijden
| Seizoen                      | Wereldbeker | Superprestige | DVV Trofee | WK  | EK  | BK  | Overige | Totaal aantal zeges |
| ---------------------------- | ----------- | ------------- | ---------- | --- | --- | --- | ------- | ------------------- |
| 2011-2012                    |             |               |            | DNS | DNS | 4e  |         | 0                   |
| 2012-2013                    |             |               |            | DNS | DNS | 14e |         | 0                   |
| geen deelnames in 2013-2014. |             |               |            |     |     |     |         |                     |
| 2014-2015                    |             |               |            | DNS | DNS | 12e |         | 0                   |
| geen deelnames in 2015-2016. |             |               |            |     |     |     |         |                     |
| 2016-2017                    |             |               |            | DNS | DNS | DNF |         | 0                   |
| 2017-2018                    |             |               |            | 20e | DNS | 5e  |         | 0                   |
| 2018-2019                    |             | Boom          | Oudenaarde | DNS | 11e | DNS |         | 2                   |
| 2019-2020                    |             |               |            | DNS | DNS | 8e  | Ardooie | 1                   |
| 2020-2021                    |             |               |            | DNS | DNS | 11e |         | 0                   |
| 2021-2022                    |             |               |            | DNS | DNS | 28e |         | 0                   |
| 2022-2023                    |             |               |            | DNS | DNS | 13e |         | 0                   |